# Estádio Municipal Cacildo Candido Pereira
Estádio Municipal Cacildo Candido Pereira – stadion piłkarski, w Mundo Novo, Mato Grosso do Sul, Brazylia, na którym swoje mecze rozgrywa klub Clube Atlético Mundo Novo.